# Front de libération nationale corse
Pour les articles homonymes, voir FLNC et Front de libération.
Le Front de libération nationale de la Corse (Fronte di Liberazione Naziunale di a Corsica, FLNC) est un groupe armé fondé en 1976 dans le but d'obtenir selon les époques l'autonomie ou l'indépendance politique de la Corse. A l'origine, le FLNC est indépendantiste puis des chefs autonomistes se sont imposés à sa tête, avec l'exclusion de Jean-Pierre Santini en 1977 et la publication du Livre Blanc, autonomiste (ou plutôt « auto-déterminationniste ») et compatible avec l'économie de marché, en 1981 qui vient supplanter le Livre Vert, le programme initial du FLNC d'inspiration marxiste-léniniste et paru en 1976. En 1999, le FLNC se recompose autour du FLNC Canal historique (Union des combattants) dirigée par Charles Pieri et sa vitrine légale A Cuncolta dirigée par Jean-Guy Talamoni. Les chefs autonomistes sont alors retirés de la politique (Léo Battesti), en exil (Alain Orsoni) ou assassinés (François Santoni) et le FLNC renoue avec un discours indépendantiste. Mais, ce discours abandonne le communisme au profit d'une forme de social-démocratie paoliste avec le relais par Talamoni de l'idéologie des accords de paix développée par Gerry Adams en Irlande et Arnaldo Otegi au Pays Basque.
À partir de 1990, on ne peut plus parler du FLNC comme d'une seule organisation. Au contraire, celui-ci éclate en deux organisations, le FLNC Canal habituel et le FLNC Canal historique, qui sont en guerre l'une contre l'autre. Cette guerre a fait, selon les bilans comptant des morts directs ou indirects, de 15 à près de 130 morts. Certains acteurs de la mouvance FLNC (FLNC proprement dit et ses organisations liées comme sa vitrine légale qui s'est appelée à certaines époques CCN puis MCA puis Cuncolta, le syndicat STC, l'association des prisonniers A Riposta puis Sulidarita, les organisations de jeunesse comme la CGNC, Ghjuventu Paolina, Ghjuventu Independentista etc) comme Marie-Hélène Mattei dans son ouvrage ou Marcel Lorenzoni, dans la lettre qu'il rédigea en prison considèrent qu'il y a avant tout la main de l'Etat français derrière ces meurtres), il existe toujours en 2023 un sigle FLNC utilisé par deux structures (FLNC Union des combattants et FLNC du 22-Octobre) afin de revendiquer conjointement des actions armées à travers des communiqués publiés dans la presse.
Le FLNC est issu de la fusion de deux organisations armées (le Front paysan corse de libération (Fronte paesanu corsu di liberazione, FPCL) fondé en mai 1968, et Ghjustizia Paolina (GP), apparue en mars 1974) et du Parti corse pour le socialisme (U partitu corsu pà u sucialismu, PCS) d'inspiration marxiste créé en février 1974.

## Idéologie
Le FLNC se base sur l'idée que la Corse est une nation qui fut un État-nation souverain : la République corse de 1755 à 1769, première république démocratique constitutionnelle de l'histoire de l'humanité garantissant le suffrage universel et le droit de vote aux femmes (tout du moins à certaines femmes, considérées comme des cheffes de famille, notamment des veuves ou des célibataires)[réf. nécessaire] et ce 200 ans avant la France qui était alors une monarchie absolue de droit divin. L'héritage de Pasquale Paoli sur le FLNC est très prégnant notamment à travers le nom Ghjustizia Paolina.
La défense de la langue corse, des traditions, la réouverture de l'Université de Corse fermée en 1769 par l'armée française et rouverte en 1982 à la suite des revendications du FLNC, la lutte contre la bétonisation du littoral, contre les résidences secondaires, contre la « colonisation de peuplement » (installation massive de Français continentaux[réf. nécessaire]), l'organisation d'un référendum sur l'auto-détermination, le départ de l'armée française de Corse (et notamment le démantèlement de la base militaire de l'OTAN à Solenzara ainsi que du régiment de légionnaires de Calvi) sont des revendications centrales du FLNC.
Contre le racisme, le FLNC a théorisé la communauté de destin : est Corse tout individu résidant en Corse et adhérant aux valeurs corses dont l'usage de la langue corse, peu importent sa couleur de peau ou son origine. Les positions xénophobes de certains nationalistes corses minoritaires ont été combattues par la direction du FLNC et par les représentants nationalistes corses comme Jean-Guy Talamoni qui a condamné la ratonnade de Cisco.
L'écologisme et la défense de la terre (ce qui peut mener à une forme d'agrarisme ou de socialisme paysan, de pastoralisme, de défense de l'univers montagnard, sylvestre, du maquis) ont toujours été très importants dans l'idéologie du FLNC, notamment en lien avec les luttes populaires des années 1970 contre la pollution des boues rouges et l'attribution des terres assainies de la plaine d'Aléria (à l'origine soumises à la malaria et désormais seules terres de l'île propices à une agriculture intensive) à des agriculteurs pieds-noirs plutôt qu'à des Corses.
Si à l'origine le Livre Vert du FLNC publié en 1977 (et rédigé principalement par Jean-Pierre Santini) était empreint d'un discours marxiste-léniniste proche de celui du Việt Minh, du Parti communiste chinois, de la pensée de Kadhafi dans le Petit Livre Vert ou encore du FLN algérien (le sigle FLNC étant une référence directe à ce dernier), l'arrivée de militants issus d'autres horizons politiques va contribuer à l'évolution de sa ligne politique avec la publication en 1981 d'un Livre Blanc abandonnant l'objectif d'une révolution socialiste corse au profit d'une ligne autonomiste compatible avec l'économie de marché capitaliste, ligne conservée dans les années 1990 par le FLNC Canal habituel d'Alain Orsoni.
La référence à « une voie corse vers le socialisme » sera quant à elle adoptée par le FLNC Canal historique puis par Armata Corsa, portée par le tandem François Santoni - Jean-Michel Rossi.
Avec la dissolution du Canal Habituel et la formation du FLNC Union des combattants (FLNC-UC), dirigé par Charles Pieri, le FLNC retrouve une ligne indépendantiste dure de contestation du colonialisme français ainsi que de l'économie des monopoles, en lançant par exemple une campagne contre les hypermarchés à la fin des années 2000 (sans pour autant adopter un discours explicitement marxiste mais en déclarant s'inscrire « dans le droit fil des luttes sociales et syndicales de notre peuple face aux relais multiples du colonialisme français en Corse »). Le FLNC du 22-Octobre, qui annonce dans un communiqué du 21 mars 2023 désormais fonctionner de concert avec l'Union des combattants, prétendait dans les années 2000 incarner une ligne indépendantiste encore plus radicale que le FLNC-UC.
Au niveau international, le FLNC soutient les causes des nationalistes irlandais, basques, kanaks, guadeloupéens, martiniquais, guyanais, écossais, gallois, sardes, bretons (entre autres mouvements présents chaque année aux Ghjurnate internaziunali de Corte) et soutient le mouvement national palestinien.

## Structures liées
Le FLNC a théorisé dès ses origines le triptyque « lutte armée - lutte institutionelle - lutte de masse » notamment dans le Livre Blanc de 1981. Ainsi, le Front impulsa la fondation de structures d'une lutte politique légale associative et paralégale à travers des manifestations tournant parfois à l'émeute, structures regroupant à la fois des membres du FLNC et des individus non membres du FLNC mais plus ou moins sympathisants, à savoir notamment le Syndicat des travailleurs corses, qui est aujourd'hui le principal syndicat corse, mais aussi l'association Sulidarita afin de soutenir les prisonniers politiques. Ces structures génèrent une sympathie populaire pour le FLNC et lui permet une action plus large et plus efficace que la simple action armée.
Le FLNC impulsa également la création d'une organisation politique légale lui permettant de présenter des candidats aux élections : tout d'abord la Consulte des comités nationalistes en 1980, dissoute par le gouvernement en 1983, puis le Mouvement corse pour l'autodétermination dissous en 1987 et enfin la Cuncolta Naziunalista (qui fit alliance en 1992 au sein de la coalition Corsica Nazione avec les autonomistes, rejetant la lutte armée, de l'Union du Peuple Corse menée par Edmond Simeoni). Par la suite, la Cuncolta Naziunalista appuya le FLNC Canal Historique et le FLNC Canal Habituel fonda le MPA qui fut dissous en 1999.
Un long processus de recomposition politique aboutit à la situation politique suivante en Corse : le parti autonomiste Femu a Corsica (FaC), dirigé par Gilles Simeoni, héritier de l'autonomisme non-violent de la famille Simeoni (mais aussi quelque part de l'option politique du Livre Blanc et du FLNC-Canal Habituel, à savoir l'autonomisme compatible avec l'économie de marché capitaliste), le Parti de la nation corse fondé en 2002 initialement membre fondateur de FaC et qui se détache de lui en 2021 sur une ligne également autonomiste, mais plus à droite (encore qu'il semble que ce soit davantage une rivalité d'appareils qu'une réelle divergence politique), Nazione, parti indépendantiste dirigé par Jean-Guy Talamoni, ancien dirigeant de la Cuncolta Naziunalista (et des partis et coalitions qui en sont issus : Indipendenza, Corsica Nazione Indipendente..) et donc lié intrinsèquement à l'histoire du FLNC (à noter que Charles Pieri, considéré comme le dirigeant du FLNC Canal Historique après le départ de François Santoni et puis du FLNC-Union des combattants, est membre de Nazione), avec une ligne assez à gauche, écologiste, favorable à l'accueil des réfugiés et critique notamment de la mondialisation libérale et de l'Union européenne, et enfin Core in Fronte de Paul-Félix Benedetti, le parti indépendantiste corse le plus radical qui s'affirme contre la mafia, contre l'économie des monopoles et solidaire de la lutte armée, dans la filiation du FLNC du Livre Vert.
On ne peut pas aujourd'hui dire qu'il y a une et une seule « branche légale » du FLNC. Il n'apparait plus clairement que la direction militaire donne les ordres à la direction politique comme c'était le cas dans les années 1980 et 1990. En revanche, il y a clairement une filiation entre les idées portées par le FLNC à un moment ou à un autre de son histoire et les idées des partis nationalistes corses actuels.
On considère notamment dans la presse que le FLNC Union des Combattants est proche de Nazione et que le FLNC du 22 Octobre est proche de Core in Fronte.

## Histoire

### Années 1970

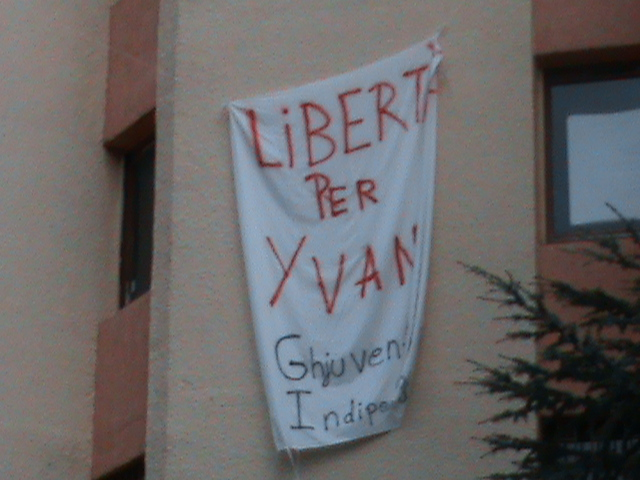
Bannière érigée par des nationalistes réclamant la libération d'Yvan Colonna.

Dans la nuit du 4 au 5 mai 1976, vingt-deux déflagrations secouent de nombreuses localités de Corse, ainsi que des quartiers de Nice et de Marseille. Imprimés dans la région parisienne à 20 000 exemplaires, des tracts laissés sur place portent la signature de l'organisation à l'origine de ce que l'on nommera désormais une « nuit bleue », d'une ampleur sans précédent : le Front de libération nationale corse vient d'annoncer de façon spectaculaire sa création.
Le FLNC lance une autre série d'attentats à la bombe à travers l'île le 20 mai. La série d'attaques et de l'émergence de ce dernier coïncide avec le procès de 10 membres de l'Action régionaliste corse, récemment dissous et responsables du décès des 2 gendarmes français. Durant l'été, le FLNC devient plus actif : il commet une nouvelle vague d'attentats à la roquette et au mortier contre la gendarmerie de Aghione par l'utilisation d'un lance-grenades M79. La Libye qui soutient activement d'autres groupes armés en Europe tels que l'Armée républicaine irlandaise provisoire (PIRA), est considéré comme un potentiel fournisseur des armes de guerre utilisées par le FLNC.
En septembre 1976, le FLNC cible plusieurs hauts-responsables de l'armée française : un général a manqué une tentative d'assassinat lorsque sa voiture a été criblée de balles, son conducteur ayant perdu une oreille dans l'attaque. Par ailleurs la maison d'un autre officier supérieur a été la cible d'un attentat à la bombe.
En 1977, le FLNC reste peu actif. En avril de la même année, un certain nombre d'attaques contre des locaux associés à des nationalistes corses et du FLNC est perpétré. Les attaques ont été revendiquées par un nouveau groupe anti-indépendantiste se faisant appeler FRANCIA (Front d'action nouvelle contre l'indépendance et l'autonomie).
Bien que d'autres groupes anti-indépendantistes ont existé en Corse, le FRANCIA semblait être le seul groupe capable de mener de tels attaques contre les nationalistes corses. Le 14 mai, le groupe a détruit les presses du Arritti (une publication corse nationaliste) dans un attentat à la bombe. Le FLNC a répondu à ces attaques en effectuant un raid sur Fort-Lacroix, près de Bastia, le 24 mai et au début du mois de juin en détruisant une grande partie de la gare de Bastia dans un attentat à la bombe.
Le mois suivant ces derniers ont lancé une « nuit bleue » contre 27 cibles du FRANCIA et font détoner une bombe à la station de relais de télévision au Serra di Pignu. Le 13 janvier 1978, le FLNC lance l'« opération Zara » et procède au plasticage de la base aérienne de l'OTAN à Solenzara.
En mai 1978, le FLNC subit un revers important : 27 membres présumés de l'organisation sont à la fois arrêtés en Corse et sur le continent lors d'une opération de police. La police découvre une cache d'armes dans la ville de Cardu lors d'une enquête sur un cambriolage ordinaire. Plus de 300 personnes sont interrogées et plus de 60 sont détenues par les autorités. D'autres suspects sont par ailleurs arrêtés à Paris, Nice et Lyon. En décembre 1978, le FLNC augmente ses attaques contre des casernes de police : la gendarmerie de Borgu est ratissée par des tirs de mitrailleuses lourdes, résultant en une peur que le FLNC serait maintenant apte à concentrer ses attaques sur les personnes ainsi que sur des cibles matérielles. À ce moment le FLNC a également commencé à exiger que ses prisonniers soient traités comme des prisonniers politiques.
En 1979, le nombre d'attaques augmente. Entre les mois de janvier et de mars, plus de 115 attentats à la bombe sur l'île sont recensés. En juillet, un certain nombre de militants sont capturés, ce qui entraîne un manque d'activité de la part du FLNC. Il annonce alors une « nouvelle offensive dans la lutte de libération » et a conseillé aux Corses qui étaient membres de la police ou l'armée de quitter l'île. Le 10 mars, dix banques à travers la Corse sont la cible d'attentat à la voiture piégée. Le 10 avril, trois banques à Paris sont également endommagées par des explosions.
La fin des années 1970 et le début des années 1980 marquent un tournant décisif de la politique FLNC, semblable à celle employée par l'IRA : le FLNC décide de « porter le problème corse aux Français » en commettant des attentats à la bombe sur le continent. Le 6 mai 1979, le FLNC commet un attentat contre 20 banques de Paris et le 30 mai d'autres banques sont également touchées.

### Années 1980
Le 14 mai 1980, le FLNC commet un attentat au palais de justice de Paris et une attaque à la mitraillette sur les quatre gendarmes qui gardaient l'ambassade iranienne, en blessant trois de ces derniers. Les années 1980 ont également vu les partisans du FLNC devenir moins discrets en termes de manifestations et activités politiques. Le FLNC a continué à appeler ses prisonniers à recevoir un statut politique. Des manifestations de masse en faveur du statut politique des prisonniers corses étaient fréquentes.
En novembre 1980, 12 prisonniers du FLNC à Paris réalisent une grève de la faim dans le but de protester contre l'inégalité de traitement pour les prisonniers corses nationalistes, méthode employée par l'IRA en Irlande du Nord. Le 1er avril 1981, le FLNC appelle à une trêve pendant la durée de la campagne présidentielle et après la victoire de François Mitterrand, annonçant qu'ils étendraient le cessez-le-feu afin de « voir comment les choses évoluent ».
Le 18 septembre 1981 le FLNC annonce la fin de son cessez-le-feu lors d'une conférence de presse tenue dans les montagnes du centre de la Corse, condamnant les autonomistes pour avoir tenté d'utiliser les « canaux habituels inutiles du système politique » et s'opposant à la politique française d'apaisement, avant de déclarer que la lutte armée allait reprendre et que le FLNC ne sera pas près de déposer les armes.
Le 19 août 1982, le FLNC lance une nouvelle « nuit bleue » au cours de laquelle 99 attaques ont été menées contre des cibles gouvernementales. Au milieu des années 1980, l'organisation intensifie également ses actions contre le trafic de drogue, tuant 4 dealers présumés en l'espace de douze mois en 1986. En 1988, le FLNC convient une trêve avec l'État français. Toutefois le cessez-le-feu reste ignoré par certains membres de l'organisation, ce qui entraîne une scission au sein du mouvement.

### Années 1990
En 1990, le FLNC éclate en deux branches d'une puissance de feu comparable[Quoi ?] : le FLNC Canal Historique et le FLNC-Canal Habituel. Il n'y a dès lors plus de FLNC uni bien que dès 1989, il y avait eu une scission assez minoritaire d'une partie du FLNC emmenée par Pierre Poggioli, dirigeant important du FLNC dans les années 1980 qui est exclu en 1989 : l'Alliance Nationale Corse.
Le FLNC est alors dirigé par Alain Orsoni en 1990 mais celui-ci est contesté en interne et les militants qui s'opposent à lui, emmenés par François Santoni, Jean-Michel Rossi et Charles Pieri, sont exclus du FLNC. Ils utilisent alors un ancien canal (code) pour transmettre leur communiqué à la presse, un "canal historique", tandis que les communiqués du FLNC dirigé par Alain Orsoni continuent d'être envoyés à la presse avec le canal utilisé dernièrement, le "canal habituel". On parle alors de FLNC Canal Habituel pour désigner l'organisation d'Orsoni et de FLNC Canal Historique pour désigner celle de Santoni.
Dans cette scission, des éléments de rivalité personnelle viennent se croiser avec des critiques politiques : Santoni dénonce les "ambitions mafieuses" d'Orsoni et la ligne autonomiste capitaliste qu'il porte, c'est-à-dire transformer la Corse en paradis fiscal, en zone franche pour mafieux à la manière du Cuba de Batista. Santoni lui-même entretient en réalité des liens avec la Brise de Mer et finit par négocier avec Pasqua, ce qui ternit son image de "révolutionnaire intègre, proche du marxisme".
En 1991, un commando du FLNC parvient à tirer son chemin hors d'une embuscade et d'évasion lors d'une fusillade avec la gendarmerie. Le terrorisme du FLNC ne se limite plus également au sol français à partir de cette date : une attaque est commise contre une raffinerie sur l'île voisine de la Sardaigne, alors sous juridiction italienne.
En mars 1994, un commando du FLNC Canal Historique est intercepté en flagrant délit alors qu’il s’apprêtait à perpétrer un attentat contre le Golf de Sperone. Dans le contexte des négociations de l’époque entre l’État et le Canal Historique, les militants ayant participé à cette attaque seront libérés quelques mois après.
En décembre 1996, les combattants du FLNC mènent plusieurs attaques à travers la Corse, connue sous le nom d'« offensive de Noël ». À Figari, l'organisation lance une attaque à la mitraillette contre une caserne militaire alors qu'à Zicavu un attentat à la grenade est commis contre une station de police,. Ces attentats culminent avec l'assassinat de Claude Érignac, préfet de Corse et de Corse-du-Sud, le 6 février 1998 à Ajaccio. En tant que préfet de région, ce dernier était plus haut représentant de l'État sur l'île. L'attaque, perpétrée par un groupe clandestin dissident du FLNC Canal Historique (le groupe des anonymes), fut très médiatisée et critiquée. En 1999, les différentes organisations nationalistes publiques signent un accord de paix historique à Migliacciaru mettant officiellement fin aux règlements de comptes meurtriers entre nationalistes. Cet accord est suivi d'une réunification des principales factions clandestines au sein du FLNC Union des combattants (FLNC UC).

### Années 2000

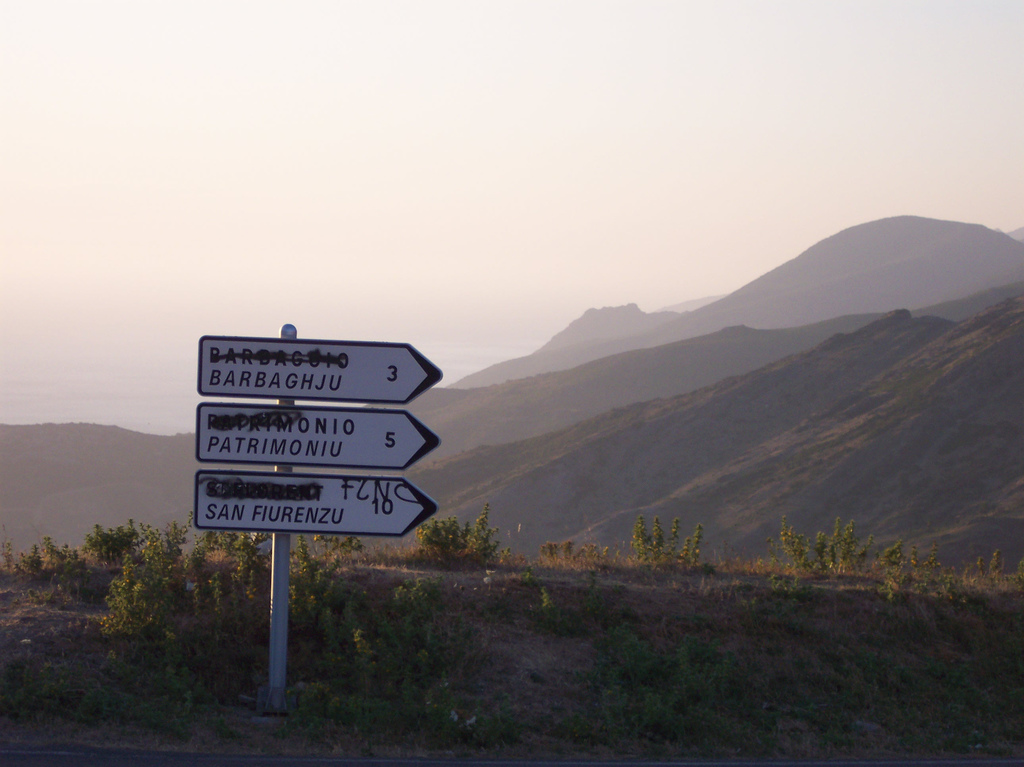
Signalisation bilingue, près de Bastia, sur laquelle les versions italiennes (Patrimonio et Barbaggio) ou française (Saint Florent) ont été rayées par des nationalistes.

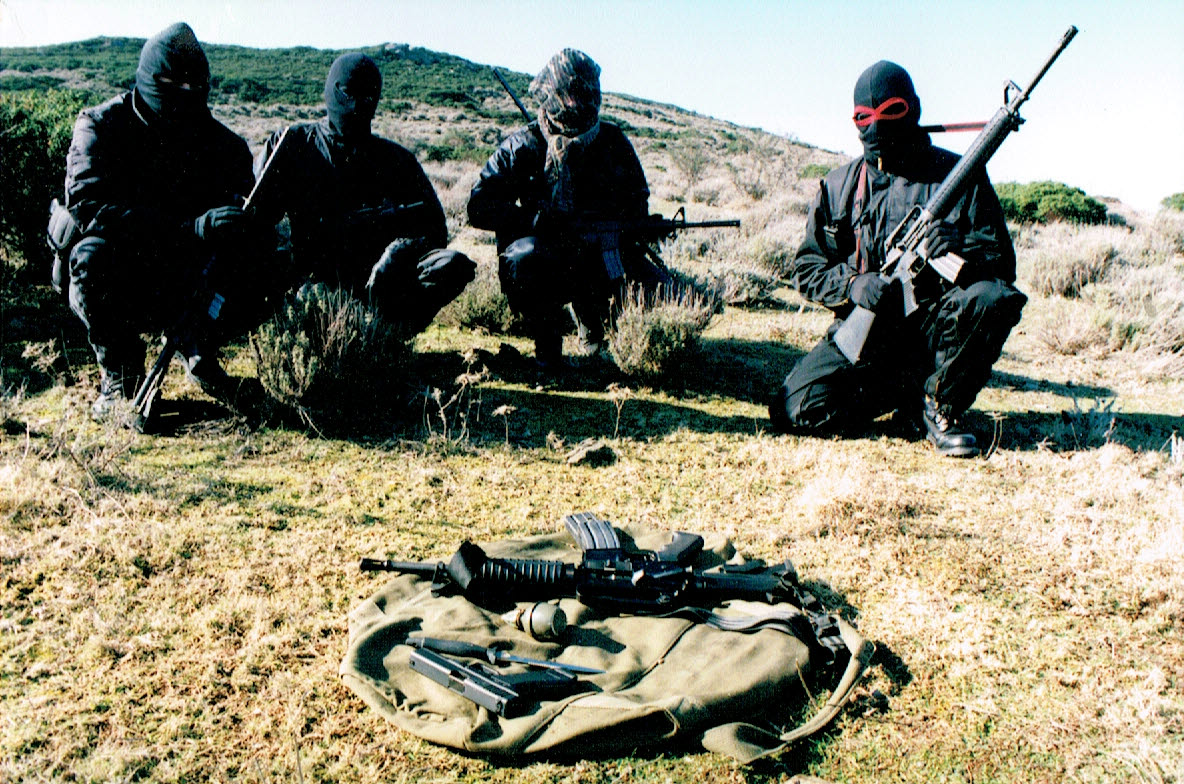
Combattants du FLNC.

Le FLNC poursuit ses attaques durant les années 2000, bien qu'à un rythme beaucoup plus réduit par rapport à la fin des années 1970. Plusieurs bombes du FLNC n'ont pas explosé et de nombreux projets d'attentats ont dû être abandonnés.
Malgré de nombreuses interpellations, les deux principales branches du FLNC des années 2000 (le FLNC-UC et ses dissidents du FLNC du 22-Octobre), restèrent très actives tout au long de la décennie, avec de nombreux attentats contre des bâtiments publics (Gendarmeries etc.) et des « nuits bleues » ponctuelles.
En 2009, il organise un attentat à la voiture piégée contre une caserne de Vescovatu. Le FLNC affirme également que toutes les différentes factions se sont réunifiées. Plus tard, le 1er février 2010 le FLNC unifié revendique 24 autres attentats.

### Années 2010
Le 29 novembre 2011, le FLNC revendique 38 actions clandestines dont 33 contre la « spéculation immobilière » et 5 contre l'État français. Aussi, le FLNC revendique dans le même temps l’assassinat de Christian Leoni, responsable du Gang de la brise de mer et auteur possible de la mort de Philippe Paoli, membre du FLNC. C'est le premier assassinat revendiqué depuis 1993,.
Le 9 juillet 2012, un groupe dissident du FLNC annonce sa création (il est par la suite baptisé par la presse le « FLNC du 9 juillet »).
Le 19 décembre 2012, le FLNC a revendiqué - par l’intermédiaire de plusieurs journaux de l'île - la nuit bleue du 7 décembre 2012. C'est en tout, plus de 31 actions réparties sur l'ensemble de la Corse.
Le 25 juin 2014, le FLNC annonce qu'il enclenche « sans préalable et sans équivoque aucune un processus de démilitarisation et une sortie progressive de la clandestinité ».
Le 28 juillet 2016 les militants du FLNC du 22 octobre adressent un triple message en s'adressant :
1. « aux musulmans de Corse » il « demande de "prendre position en manifestant à nos côtés contre l'islam radical (…) en nous signalant des dérives que vous constateriez chez des jeunes désœuvrés, tentés par la radicalisation ».
2. "aux islamistes radicaux qualifiés de "prêcheurs de la mort", « Votre philosophie moyenâgeuse ne nous effraie pas (…) Sachez que toute attaque contre notre peuple connaîtrait de notre part une réponse déterminée sans aucun état d'âme ».
3. et "à l'État français", « Il faudra que la France cesse sa propension à intervenir militairement et vouloir donner des leçons de démocratie à la terre entière si elle veut éviter que les conflits qu'elle sème à travers le monde ne reviennent comme un boomerang sur son sol »[41].

### Années 2020
Le 14 juillet 2020, des hommes armés se réclamant du FLNC font irruption dans une réunion publique pour lire une déclaration, appelant le gouvernement français à quitter la Corse, à libérer les prisonniers politiques corses et revendiquent une récente fusillade contre un poste de police à Bastia comme l'une de leurs attaques. Un homme tire alors quatre coups de feu en l'air et le groupe repart. Le lendemain, le groupe revendique un attentat à la bombe commis dans la nuit contre le siège du groupe départemental de gendarmerie dans la caserne de Montesoro à Bastia. Cependant, l'attentat n'a fait ni blessé ni dégâts matériels, au point que seul le fait que le bruit de l'explosion ait été entendu semble confirmer que l'attentat ait bien eu lieu.
Le 5 mai 2021, 45 ans jour pour jour après la création du FLNC en 1976, une nouvelle branche appelé "FLNC Maghju 21" annonce par conférences de presse clandestine sa création. Le nouveau groupe armé annonce un « redéploiement tactique », dans l'attente « de l'amorce de l'état Français d'un véritable processus politique de règlement de la question nationale Corse ».
En septembre 2021 le FLNC menace clairement de revenir à la lutte armée. « La structure clandestine, qui réunit l'Union des combattants et le 22 octobre, estime dans un communiqué authentifié que la voie de la paix, face à Paris, est un échec. Et que les élus nationalistes au pouvoir n'y changeront rien ».
À la suite de l'agression en prison d'Yvan Colonna par un islamiste et des émeutes populaires qui s'ensuivirent en Corse, le FLNC a menacé, le 16 mars 2022, de reprendre la lutte armée. Le mouvement va mettre ses menaces à exécution en revendiquant, via un communiqué transmis aux médias corses le 11 juillet 2022, une liste de 16 actions comprenant l'incendie de 36 bungalows dans un camping près d'Aleria, le plasticage de résidences secondaires à Brandu, Carghjè ou encore Corte ainsi que des attaques envers des véhicules appartenant à des policiers à Bastia et des entreprises du BTP en Haute-Corse. La revendication de ces attaques intervient à 10 jours de la venue du Ministre de l'Intérieur, Gérald Darmanin, sur l'île.
Les 01 et 05 décembre 2022, des arrestations touchent les milieux nationalistes corses. Onze personnes sont interpelées dans le cadre d'une enquête ouverte en mai 2021 par le PNAT (Parquet National Anti-terroriste) pour des faits d'associations de malfaiteurs terroristes. Parmi la liste des interpelés figure notamment Charles Pieri, soupçonné d'être l'un des piliers de l'organisation nationaliste, mais également des membres de l'exécutif et des militants de Corsica Libera. Si les dix autres personnes ont été relâchées à la suite de garde à vue en Corse et à Paris, ce n'est pas le cas de Charles Pieri qui est encore à l'heure actuelle en détention provisoire en région parisienne dans l'attente de son procès.
Le 21 mars 2023, un an jour pour jour après la mort d'Yvan Colonna, le FLNC revendique via un communiqué de trois pages transmis au journal Corse-Matin 17 attentats commis entre avril 2022 et le 19 mars 2023. Dans ce communiqué, le FLNC exprime une critique de l'autorité préfectorale et de sa main mise sur les dossiers politiques en Corse, sur la majorité territoriale qu'il estime ne pas être assez ferme dans les discussions en cours avec l'état et met également en garde les banques qui "financent les prêts à la construction ou l'achat de maison aux français" et les assurances qui "assurent leurs biens". Enfin, le dernier paragraphe du texte est consacré au mouvement clandestin Ghjuventù Clandestina Corsa (GCC).
Le 9 octobre 2023, le FLNC revendique des explosions touchant une dizaine de villas, un ancien centre des impôts à Ajaccio et cinq lotissements, majoritairement des résidences secondaires. Ses explosions surviennent dans les deux départements de l'île et ce sont au total 27 attentats ou tentatives d'attentats qui sont signalés aux quatre coins de l'île. Le communiqué de revendication tient en une ligne : « Nous n'avons pas de destin commun avec la France. A FRANCIA FORA (la France dehors) ». C'est la première nuit bleue avec une telle intensité depuis 2012.